# Wilhelm Rebscher
Wilhelm Rebscher (* 28. Mai 1919 in Rothenberg/Odenwald; † 20. November 2008) war ein deutscher Politiker der FDP.

## Ausbildung und Beruf
Nach dem Besuch der Volksschule absolvierte Wilhelm Rebscher eine Ausbildung zum Maschinenschlosser. 1938 wurde er zum Wehrdienst eingezogen und geriet bis 1947 in Kriegsgefangenschaft. Nach 1947 arbeitete er als Schlosser und ab 1965 war er Hauptwerkmeister bei der Deutschen Bundesbahn.

## Politik
Wilhelm Rebscher war ab Mai 1951 Mitglied der FDP. Von 1952 bis 1956 fungierte er als Ortsverbandsvorsitzender Duisburg-Süd. Ab 1961 war er stellvertretender  Kreisvorsitzender der FDP in Duisburg. 1964 wurde er Mitglied des Bezirksvorstandes der FDP Ruhr-West und Vorsitzender des wirtschafts- und sozialpolitischen Ausschusses. Ab 1968 war er als Mitglied des Vorstandes des Landesverbandes Nordrhein-Westfalen der FDP tätig. Rebscher war auch Mitglied im Landesbeirat für Immissionsschutz.
Wilhelm Rebscher war vom 22. September 1969 bis zum 25. Juli 1970 Mitglied des 6. Landtages von Nordrhein-Westfalen, in den er nachrückte.